# Слано језеро Лимасол
Слано језеро Лимасол (познато и као слано језеро Акротири) је највеће унутрашње водно тело на острву Кипру, у Акротири и Декелији, Британској прекоморској територији.
Језеро лежи југозападно од града Лимасола и има површину од 10,65 км². Најнижа тачка му је 2,7 метара испод нивоа мора, а на најдубљој тачки дубина воде износи око један метар. Геолози претпостављају да је језеро настало током постепеног спајања малог острва са приобаљем јужне обале Кипра.
Само језеро се сматра једним од најважнијих мочварних подручја источног медитеранског региона. Плиткост језера (више од половине језера је мање од 30 цм дубоко) привлачи хиљаде гацајућих птица да га користи за место заустављања током миграцијских сезона између Африке и Европе. BirdLife International процењује да између 2.000 и 20.000 већих фламингоса пламенаца (Phoenicopterus roseus) проводе зимске месеце на језеру.
Ово слано језеро налази се унутар Акротири и Декелије, британске прекоморске територије на острву Кипар, који представља суверену базу. Налази се у западној зони суверености.
Британско министарство одбране је 2003. изазвало побуне због изградње две гигантске антене као део мреже својих радио станица на Блиском истоку.
Локални и европски еколози забринути су да близина места ових одашиљача може имати значајан утицај на дивље животиње.